# Leeberg (Großmugl)

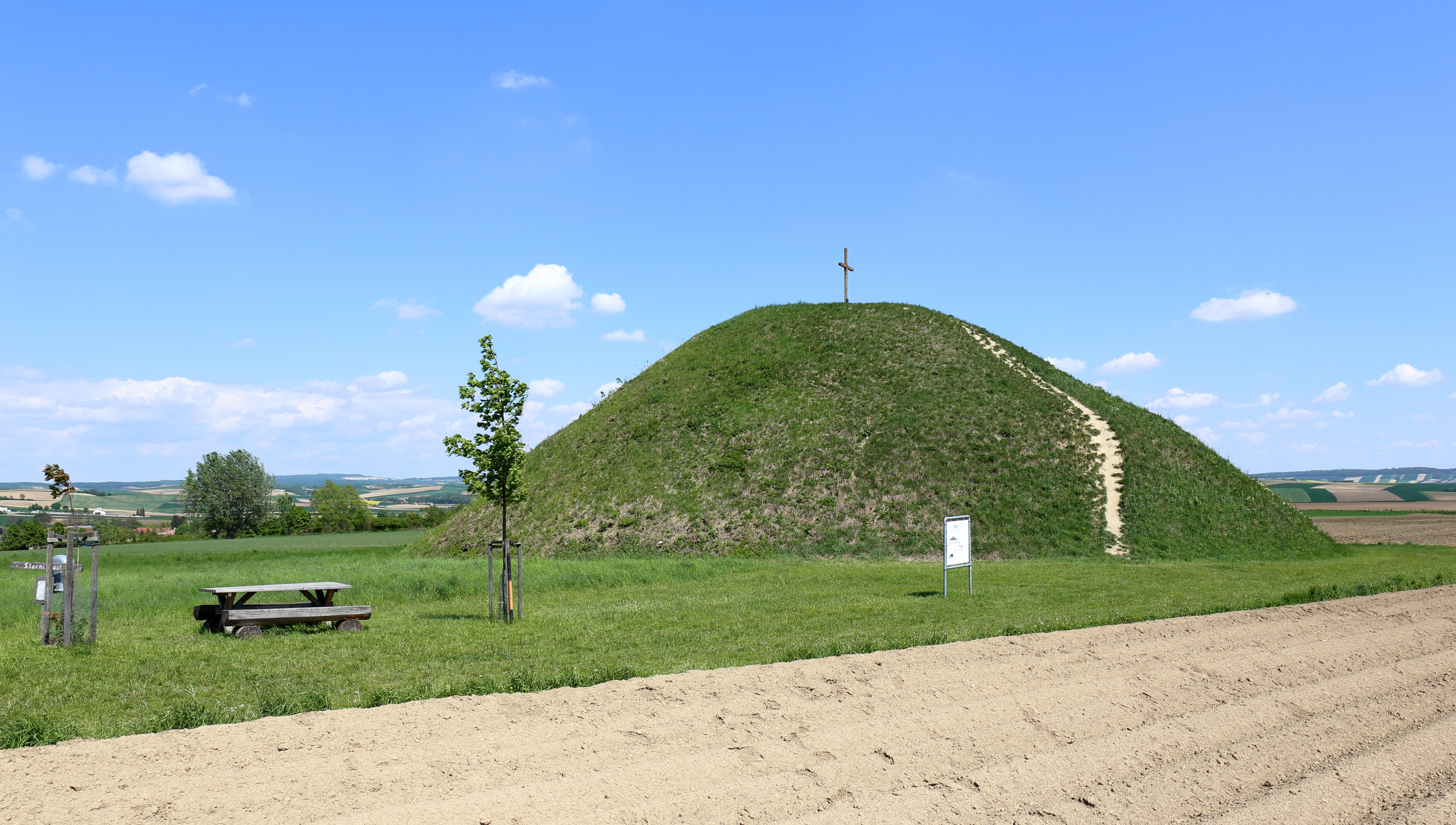
Leeberg in Großmugl (2016)

Der Leeberg Großmugl in der Marktgemeinde Großmugl im Bezirk Korneuburg in Niederösterreich ist ein unter Denkmalschutz (Listeneintrag) stehendes Hügelgrab (lateinisch tumulus, Plural tumuli). Der Tumulus wurde während der Hallstattkultur angeschüttet und noch nicht wissenschaftlich geöffnet. Der Grabhügel ist das auffälligste archäologische Relikt von dort befindlichen prähistorischen Siedlungen.

## Geographie
Der im Grundriss runde Leeberg (d. h. so viel wie künstlicher Hügel) liegt auf einer Höhe von 265 m ü. A. und ragt 16 m aus der ihm umgebenden Ebene. Damit gehört er zu den größten Grabhügeln Mitteleuropas. Der Ortsname der Marktgemeinde Großmugl nimmt auf das weithin sichtbare Hügelgrab Bezug. Er lautet in der ältesten überlieferten Form Grassemugl, d. h. großer Mugel (Hügel). Auf der Spitze des Hügels steht ein Kreuz.

## Beschreibung
Der Hügel besteht aus Löss bzw. Lösslehm. Aufgrund der Steilheit und Trockenheit seiner Hänge konnte und kann der Leeberg nicht landwirtschaftlich genützt werden. Auf seiner Oberfläche entwickelten sich deshalb wertvolle pannonische Trockenrasen. Im Österreichischen Trockenrasenkatalog wurden diese als regional bedeutend eingestuft und stellen eine artenreiche Insel in der heute ausgeräumten Ackerlandschaft dar. Der Tumulus trägt auf seiner Kuppe einen Walliserschwingel-Pfriemengras- und auf seinen Hängen einen Quecken-Trockenrasen. An manchen Stellen dominiert die Rispen-Flockenblume (Centaurea stoebe). Es muss jedoch eine Zerstörung durch Dünger- und Biozideinwehung von den umliegenden landwirtschaftlichen Intensivbewirtschaftungen befürchtet werden.